# Faro del Fin del Mundo (La Rochelle)
El Faro del Fin del Mundo (en francés: Phare du Bout du Monde) de La Rochelle, en Francia, departamento de Charente Marítimo, es una réplica del faro del Fin del Mundo de la isla de los Estados, en la Patagonia argentina.

## Historia
El Faro del Fin del Mundo de la Tierra de Fuego argentina, o faro de San Juan de Salvamento, celebrado por Julio Verne en su novela El faro del fin del mundo, fue construido en 1884 y fue el primer faro en alumbrar las proximidades del cabo de Hornos. Fue abandonado tras la inauguración del cercano faro Año Nuevo en 1902, y poco a poco destruido por la intemperie. En 1998, fue reconstruido en su emplazamiento original y puesto en marcha por iniciativa de André Bronner, francés residente en La Rochelle, junto con un equipo de 8 compatriotas. La operación fue apoyada por las autoridades argentinas locales, la Armada argentina, el gobierno francés y los ayuntamientos de Nantes y La Rochelle, así como varias empresas privadas.
Al poco tiempo André Bronner decidió construir otra réplica en La Rochelle, que fue inaugurada el 1 de enero de 2000. A diferencia del faro de San Juan de Salvamento, este nuevo faro fue levantado sobre pilotes en el mar, frente a la punta de Les Minimes. El mismo año, los Correos franceses emitieron un sello en homenaje a los dos "faros del fin del mundo", el de San Juan de Salvamento y el de La Rochelle.

## Descripción
Montado sobre pilotes para elevarlo por encima del nivel del mar, el faro es una casa octogonal de madera rodeada de una balaustrada. Unos paneles solares alimentan en electricidad su luz blanca que señala la punta sur de la bahía de acceso al puerto de Les Minimes y al puerto viejo de La Rochelle. Su luz consiste en 3 destellos blancos cada 12 segundos.
El faro es una atracción turística de la ciudad, si bien no se puede visitar. Es accesible andando a marea baja.